# Chrysolaena obovata
Chrysolaena obovata là một loài thực vật có hoa trong họ Cúc. Loài này được (Less.) M. Dematteis mô tả khoa học đầu tiên năm 2009.